# Radio Relax
Radio Relax začalo vysílat v květnu 1995 z Kladna na frekvenci 92,3 FM, v listopadu 1997 z Rakovníka na frekvenci 97,4 FM a v září 1998 z Kralup nad Vltavou na frekvenci 103,4 FM. Od ledna 2002 vysílá i pro Berounsko na frekvenci 97,5 FM a pro Lounsko na frekvenci 94,8 FM a tím je zvětšena úroveň plošné dosažitelnosti a kvality vysílání.
O úspěšnosti dosavadního vysílání svědčí zájem posluchačů, kterých je týdně více než 98 000 a zařazuje tak Radio Relax mezi nejúspěšnější radia středních Čech.
Radio Relax je hudební regionální rozhlasová stanice na velmi dobré technicko-organizační úrovni. Hudební formát zahrnuje klasické hity i hudební novinky. Pravidelné zpravodajské relace přináší mimo světových i domácích zpráv získaných od agentur také aktuální regionální informace zajišťované vlastním týmem reportérů.
Od 30. října 2013 Radio Relax vysílá z nových prostor Galerie Kladno.

## Pořady

### Ranní jízda (Po - Pá, 6:00 - 9:00)
- Moderuje: Tomáš Tyšer

### Kafe time (Po - Pá, 9:00 - 13:00)
- Moderuje: Dan Adam

### Fresh time (Po - Pá, 13:00 - 16:00)
- Moderuje: Honza Ladra

### Kaleidoskop s Alešem (Po - Pá, 16 - 19)
- Moderuje: Aleš Švarc

### Víkendový Relax (So, Ne)
- Moderuje:

### Odpolední Drive (So 13:00-16:00)
- Moderuje:

### Víkend ještě nekončí (Ne 14:00-18:00)
- Moderuje: Bára Kavková

### Speciální pořady
- Hitparáda Relaxáda – V premiéře každou středu od 18:00, repríza v neděli od 22:00.
- Písničky na přání – V Sobotu od 16:00 do 18:00.
- Zpravodajství každou hodinu, dopravní informace okamžitě

## Vysílací frekvence
- Kladno – 92,3 FM
- Rakovník – 97,4 FM
- Kralupy nad Vltavou – 103,4 FM
- Beroun – 97,5 FM
- Louny – 94,8 FM

Relax Radio lze odkudkoliv ze světa poslouchat také on-line přes oficiální webové stránky.